# Синди Лордс
Синди Лордс (на английски: Cindy Lords) е унгарската порнографска актриса, родена на 13 януари 1984 година в град Будапеща, Унгария. Дебютира в порнографската индустрия през 2003 година, когато е на 19 години.

## Награди и номинации
Номинации за индивидуални награди
- 2005: Номинация за AVN награда за чуждестранна изпълнителка на годината.[1]
- 2007: Номинация за AVN награда за чуждестранна изпълнителка на годината.[2]